# Sint-Remigiuskapel (Haler)
De Sint-Remigiuskapel is een kapel in Haler in de Nederlandse gemeente Leudal. De kapel staat aan de Moosterstraat ten noorden van de dorpskern.
Op ongeveer 440 meter naar het noordoosten staat de Aerekapel en op ongeveer een kilometer naar het zuidoosten de Kruiskapel.
De kapel is gewijd aan de heilige Remigius van Reims.

## Gebouw
De wit geschilderde bakstenen kapel is een niskapel, opgetrokken op een rechthoekig plattegrond en gedekt door een zadeldak. Aan de voorzijde zijn onder het dak houten planken bevestigd die samen een drielob vormen. De frontgevel wordt gevormd door twee bakstenen kolommen waartussen een terugspringend bakstenen altaar is gemetseld dat aan de bovenzijde bekleed is met geglazuurde tegels. Boven het altaar wordt de achterwand gevormd door gemetselde ongelijke gele steenblokken. De nis wordt afgesloten met een metalen hekwerk. In de nis staat een beeld van de heilige Remigius.